# Georgios Gougoulias
Georgios Gougoulias (Schweinfurt, Alemania, 7 de febrero de 1983), futbolista griego, de origen alemán. Juega de delantero y su actual equipo es el Pierikos de la Beta Ethniki de Grecia.

## Selección nacional
Ha sido internacional con la Selección de fútbol de Grecia Sub-20.

## Clubes
| Club                 | País     | Año       |
| -------------------- | -------- | --------- |
| 1. FC Schweinfurt 05 | Alemania | 2001-2002 |
| TSV Großbardorf      | Alemania | 2002-2003 |
| SSV Reutlingen       | Alemania | 2003-2004 |
| TSV Großbardorf      | Alemania | 2004-2005 |
| Pavlos Melas FC      | Grecia   | 2005-2006 |
| Aris FC              | Grecia   | 2005-2007 |
| Panserraikos         | Grecia   | 2007-2008 |
| PAS Giannina         | Grecia   | 2009      |
| Pierikos             | Grecia   | 2009-     |